# Андрес, Фридрих
Фридрих Андрес (нем. Friedrich Andres; 28 марта 1882, Нёнкиршан-ле-Бузонвиль, Лотарингия — 1 декабря 1947, Бонн) — немецкий религиовед, профессор Боннского университета.

## Биография
Фридрих Андрес родился 28 марта 1882 года в коммуне Нёнкиршан-ле-Бузонвиль, известной на немецком как Нойнкирхен (нем. Neunkirchen); после окончания школы в 1901 года году Андрес сначала изучал классическую филологию в Страсбурге, затем — теологию, в епископской семинарии в Трире. В 1906 году он был назначен священником, а затем работал на пастырской службе. С 1909 по 1911 год Фридрих Андрес учился в Берлине, а затем — с 1911 по 1914 — во Вроцлаве, специализируясь в греческой филологии, догматике и религиозной истории; в 1913 году во Вроцлаве он стал кандидатом теологии (Dr. theol.). Во время учебы он стал членом союза «Kartellverbandes der katholischen Studentenvereine Deutschlands» (KStV Unitas).
16 июля 1920 года в Боннском университете Фридрих Андрес защитил диссертацию и стал доктором теологии; после этого он стал лектором по религиозной истории на католическом богословском факультете. В 1927 году он стал экстраординарным профессором, неофициально считавшимся «профессором общего религиоведения, в том числе сравнительной религиозной истории и психологии религии».

## Работы
- Die Engellehre der griechischen Apologeten des zweiten Jahrhunderts und ihr Verhältnis zur griechisch-römischen Dämonologie. Schöningh, Paderborn 1914.
- Die Himmelsreise der caraibischen Medizinmänner // Zeitschrift für Ethnologie 70, 1938, S. 331—342.